# Vivendi
Vivendi SE (раніше знана як Vivendi Universal) — французький медіаконгломерат, що працює на ринку звукозапису, телемовлення, випуску фільмів та телепередач, займається видавничою діяльністю, телекомунікаціями, розробкою комп'ютерних ігор. Комапнії належать Groupe Canal+, Havas, Gameloft, Prisma Media, Vivendi Village та Dailymotion, а також вона є мажоритарним власником Lagardère Group.
Компанія Vivendi Universal була створена в результаті злиття компаній Groupe Canal+ та Seagram (власник Universal Studios) у 2000 р. У 2006 році вона продала більшість компонентів Universal, і її назва повернулася до Vivendi. 
Компанії Vivendi частково належить найбільша у світі музична компанія — Universal Music Group. Крім того, компанія також є мажоритарним акціонером другого за величиною у Франції мобільного оператора SFR, оператора мобільного зв'язку Maroc Telecom і мережі кабельного телебачення Canal+.